# 리림의 키스
《리림의 키스》(りりむキッス 리리무 키스[*])는 카와시타 미즈키의 일본의 만화작품. 《슈에이샤》의 《주간 소년 점프》2000년 48호부터 2001년 21·22 합병호까지 연재되었으며, 총 24회의 연재분으로 완결되었다. 이는 단행본으로 묶여 나왔으며, 단행본은 전 2권.

## 개요
《주간 소년 점프》 2009년 19호에서 단편으로 게재되었으며, 그 후 48호부터 연재 작품으로 등장한다. 장르는 전형적은 러브 코미디이지만, 《주간 소년 점프》와는 맞지 않게 소녀만화적인 요소도 많다. 연애감정을 솔직히 표현하지 못하는 다카야와 연애 감정을 모르는 리림의 만남과 일상을 주축으로, 때로는 매력있게, 때로는 개그적으로, 때로는 진지하게 그리고 있다.

## 줄거리
주위에서 강경파로 불리고 있으며 싸움 잘하는 고교생으로 소문난 사이키 다카야는 어느 날 수수께끼의 펜던트를 줍게 된다. 펜던트의 병마개를 열었더니 나온 것은 수수께끼의 미소녀. 하지만 그 정체는 키스를 통해 남자의 생기를 빨아들이는 몽마 리림이었던 것이다. 그 후로 다카야는 그녀에게 휘둘리는 수난(?)의 날들을 보내게 되는데….

## 등장인물
사이키 다카야(斉木貴也)
본작의 주인공으로, 주위에는 싸움 잘하는 강경파로 소문나 있다. 하지만 실은 그렇지도 않고, 공부도 운동도 열심히 하며 얼굴도 잘 생겼다. 문무양도를 겸비하는 남자가 되도록 정진하고 있는 듯. 어느 날 리림을 만나게 되며, 그 후로 몽마 리림에게 생기를 빼앗기는 매일이 시작된다.
리림(りりむ)
본작의 히로인으로, 꿈을 꾸게 하거나 혹은 실제로 키스를 하는 행동을 통해 남자의 생기를 빨아들여(실은 여자에게도 유효하다) 식욕을 채우는 저급 악마. 등에 날개를 가지고 있으며, 하늘을 날 수 있다. 성격은 천진난만하고 솔직하지만, 인간의 연애감정은 전혀 모른다. 복수 존재하며 본래 '리림'이라는 것은 종족명이다. F컵.
다카야와는 키스의 상성이 좋아, 한 번의 키스로 2일은 버틸 수 있을 정도. 미우와도 키스를 한 적이 있다. 하지만 그녀가 미우이기 때문인지 아니면 여성이기 때문인지는 잘 모르겠지만 맛없는 듯하다.
리림의 본 소재는 설정 그대로 전설상의 몽마 리리스의 딸 리림.
코지마(小島)
다카야의 동급생으로, 오컬트 마니아. 덕분에 리림의 정치를 가장 빨리 알아차린다. 이 만화의 지식인 역할을 하고 있으며, 이곳저곳에서 해설을 돕는다.
마츠다(松田)
다카야의 친구로, 장발이고 나름대로 얼굴도 잘 생겼지만 다카야에게는 뒤지는 듯.
시라이 미우(白井美羽)
다카야 일행의 학교와는 다른 여고 세이신 학원에 다니는 여고생. 재벌집 따님. 소매치기 때문에 곤란해하고 있을 때 도와준 다카야에게 반하게 된다. 귀엽다는 평판이지만, 자기중심적인 성격으로, 리림을 라이벌 취급하고 퇴치하려고 한다. 가슴이 작은 것이 컴플렉스.
챠피(チャッピー)
미우가 소유한 별장 관리인의 손자로, 미형의 얼굴이지만 상당한 나르시스트. 후에 시라이 가에서 일하게 된다. '챠피'라는 이름은 미우네 집에서 기르고 있던 강아지의 이름으로, 닮았다는 이유로 붙여진 이름. 본명은 마지막까지 밝혀지지 않는다. 요리가 특기.
선배
잠깐 등장한 리림의 선배로 그녀 또한 리림이다. 리림보다 한 살 연상으로 어른의 향기를 지니고 있다. 다카야에게 리림과의 연애는 성립할 수 없을 것이라고 충고하고 떠난다.
피유짱(ぴゆちゃん)
리림을 소환하려고 할 때 불러버린 용이 리림의 펜던트 속으로 다시 봉인된 후에 해방된 모습. 귀여운 모습이지만 화나게 하면 딱딱해지고 폭주해 버려 주위를 파괴하는 등, 힘은 예전 그대로. '피유'라고 울기 때문에 리림이 피유라고 이름붙였다. 리림을 잘 따른다.
소마 유키히코(相馬雪彦)
부잣집 아이들이 다니기로 유명한 게이요 고등학교의 학생. 다카야 같이 이전에 펜던트를 열어 리림을 해방시킨 적이 있다. 리림을 봉인해 버린 후 그녀를 잊지 못하고 찾게 되지만, 리림은 이미 그에 대한 일을 잊어버린 상태. 돌연 사이키 가에 나타나 리림을 데리고 돌아가려고 한다.

## 단편판
《주간 소년 점프》 2000년 19호에 게재된 31페이지 단편. 작가의 펜네임 개명이 확실해짐과 동시에 소년지 데뷔작이 된다. 단행본에는 수록되어 있지 않다. 스토리의 개요는 연재판 제 1화의 내용과 거의 다르지 않지만,
- '리림(りりむ)'의 표기가 '리림(リリム)'으로 되어 있었다.
- 주요 등장인물은 사이키 다카야, 리림, 코지마 3명으로, 마츠다는 등장하지 않았다.

라는 점이 다르다.

## 단행본

### 일본판
- 제 1권　2001년 5월 1일 발행 (ISBN 4088731166) : 제 1화부터 제 11화까지의 이야기 수록
- 제 2권　2001년 7월 4일 발행 (ISBN 4088731379) : 제 12화부터 제 24화까지의 이야기 수록

### 한국판
- 제 1권　2002년 10월 1일 발행 (ISBN 8952931866)
- 제 2권　2003년 1월 24일 발행 (ISBN 8952935969)